# 贺高红
贺高红，中国教育部长江学者特聘教授，大连理工大学教授、博士生导师、化学工程系主任，主要从事膜分离技术与化工过程强化研究。

## 社会兼职
- 中国化工学会常务理事
- 中国化工学会会士
- 中国国务院政府特殊津贴专家

## 学术成果
- 2010年、2018年两获中国国家科技进步二等奖
- 2017年获中国石油和化学工业联合会科技进步一等奖
- 2009年获中国石油和化学工业联合会科技进步一等奖